# ISS-Expeditie 62
ISS-Expeditie 62 is de tweeënzestigste missie naar het Internationaal ruimtestation ISS. De missie begon in februari 2020 met het vertrek van de Sojoez MS-13 van het ISS terug naar de Aarde en zal eindigen in april 2020, wanneer de Sojoez MS-15 terugkeert naar de Aarde.

## Bemanning
| Positie           | Eerste deel (februari - maart 2020)   | Tweede deel (april 2020)                  |
| ----------------- | ------------------------------------- | ----------------------------------------- |
| Bevelhebber       | Oleg Skripotsjka, RSA 3e ruimtevlucht | Oleg Skripotsjka, RSA 3e ruimtevlucht     |
| Flight Engineer 1 | Jessica Meir, NASA 1e ruimtevlucht    | Jessica Meir, NASA 1e ruimtevlucht        |
| Flight Engineer 2 | Andrew Morgan, NASA 1e ruimtevlucht   | Andrew Morgan, NASA 1e ruimtevlucht       |
| Flight Engineer 3 |                                       | Anatoli Ivanisjin, RSA 3e ruimtevlucht    |
| Flight Engineer 4 |                                       | Ivan Vagner, RSA 1e ruimtevlucht          |
| Flight Engineer 5 |                                       | Christopher Cassidy, NASA 3e ruimtevlucht |